# Longwei, Guangdong
Longwei  är en köping i sydöstra Kina. Den ligger i stadsdistriktet Jiedong i staden Jieyang i provinsen Guangdong,  omkring 300 kilometer öster om provinshuvudstaden Guangzhou. Antalet invånare är 32 436. Befolkningen består av 15 637 kvinnor och 16 799 män. Barn under 15 år utgör 22,0 %, vuxna 15-64 år 67 %, och äldre över 65 år 9,0 %.